# De TV Competitie
De TV Competitie was een Nederlands televisieprogramma. Daarin werd van vijf televisieproducenten een pilot uitgezonden van een nieuw reality tv-format, waarvan er slechts één in het uitzendschema van Talpa opgenomen zou worden.
| uitzenddag           | producent               | presentator       | titel                                         | omschrijving |
| maandag 22-08-2005   | IdtV                    | Tatum Dagelet     | Vijf sterren                                  | Vijf voormalige prostituees willen stoppen met hun beroep en gaan een eetcafé beginnen.                                                                      |
| dinsdag 23-08-2005   | René Stokvis Producties | Chris Tates       | Het grote geld                                | Zes maanden lang worden drie stellen 24 uur gevolgd bij hun jacht naar het grote geld.                                                                       |
| woensdag 24-08-2005  | Eyeworks                |                   | Ik wil je een kind van jou... en verder niets | werktitel: De Sperma(donoren)show Een vrouw kan uit een aantal mannen kiezen, waarbij ze enkel de donor kiest onder het motto "geen man, maar wel een kind". |
| donderdag 25-08-2005 | Endemol                 |                   | Een goed begin                                | Twee mensen die elkaar niet kennen gaan in ondertrouw. |
| vrijdag 26-08-2005   | Palm Plus               | Minoesch Jorissen | Laatste kans voor de liefde                   | Een stel dat op het punt staat te scheiden, wordt door een bemiddelaar behandeld met als doel de relatie te herstellen.                                      |

## Een goed begin
In Een goed begin gingen een man en een vrouw zonder elkaar ooit gezien te hebben in ondertrouw en zouden ze gevolgd worden tijdens een intensieve kennismaking, die leidde tot aan de ambtenaar van de burgerlijke stand, die hen de vraag zou stellen of ze met elkaar wilden trouwen. Na de ondertrouw zouden ze elkaar terugzien op een Spaans landgoed en daarna weer terugkeren naar de dagelijkse realiteit, waarbij hij drie dagen kennis zou maken met haar leven en andersom. Ze zouden met elkaars opvattingen worden geconfronteerd en elkaars familie en vrienden ontmoeten. 
Dit programma won de TV competitie.

## Ik wil je een kind van jou... en verder niets
Al begin 2001 kwam het format voor De Spermashow voor het eerst in het nieuws en toen werden er direct Kamervragen over gesteld. Met name het CDA was fel tegen de uitzending. De show werd bedacht op de creatieve afdeling van Joop van den Ende producties. De eerste versies hadden titels als I want your baby en Make me a Mum. Tot dan toe was het niet gelukt om het programma-idee bij een zender in het uitzendschema te krijgen. Joop van den Ende (toen al weg bij het door hem opgerichte productiebedrijf) noemde het idee "afgrijselijk en walgelijk". Ook toenmalig Endemol-topman John de Mol, nu baas van Talpa, verwees het format naar de prullenbak. In 2004 probeerde producent Reinout Oerlemans (Eyeworks) een afgezwakte versie van het format aan RTL 4 te verkopen, maar ook Fons van Westerloo vertelde hem dat de show "het meest abjecte idee" was dat hij ooit had gehoord. Na alle commotie bleek de eerste uitzending van het programma maar matig interessant te zijn; de kijkers blijven massaal weg en de kijkers die er wel waren, konden het programma niet waarderen. Het programma eindigde op de laatste plaats in de TV competitie.

## Vijf Sterren
Hoewel dit programma niet gewonnen had, was de EO toch geïnteresseerd en bereid het uit te zenden. Onder meer vanwege deze belangstelling besloot Talpa het programma alsnog uit te zenden. Het werd enigszins aangepast: de presentatrice verdween en de titel werd gewijzigd in Uit Het Leven. Het programma trok echter niet veel meer dan 140.000 kijkers. Omdat de vijf uitbaters van het restaurant het niet voor elkaar kregen de onderneming binnen drie maanden rendabel te laten worden, is het inmiddels gesloten.